# Gobernación de Sarátov
La gobernación de Sarátov (en ruso: Саратовская губерния) fue una división administrativa del Imperio ruso y después de la RSFS de Rusia, ubicada sobre el curso del Volga. Su capital era la ciudad de Sarátov. Creada en 1796, la gobernación existió hasta 1928.

## Geografía
La gobernación de Sarátov limitaba al oeste por los ejecutivos de Tambov y Vorónezh así como por la óblast del Ejército del Don, al norte por las gobernaciones de Penza y Simbirsk, al este por la de Samara y al sur por la de Astracán.
El territorio de la gobernación actualmente está repartido entre las óblasts de Sarátov y Volgogrado, y una pequeña fracción en la óblast de Penza.

## Historia
La gobernación fue creada en 1796 como consecuencia de la reforma del virreinato (naméstnitchestvo) de Sarátov. 
A principios del siglo XIX, Sarátov era una modesta ciudad de 7 000 habitantes. Sus ingresos venían del poco comercio y del monopolio de la sal. Las demás ciudades eran Kamishin, Tsaritsyn (actual Volgogrado), conocida por sus pechers, pasteques y viñas y por su fábrica de seda, y Sarepta, de 5 000 habitantes, fundada por los hermanos moravios venidos desde Alemania en el siglo XVIII. Esta era la más activa en comercio y artesanías y vendía todo tipo de productos a los nómadas kalmukos. Era también reputada por sus viñas y cultivos de tabaco. Las demás ciudades, sobre todo agrícolas, eran Atkarsk, Balashov y Petrovsk. Los Alemanes del Volga, de número de 100 000 habitantes, formaban una comunidad próspera. Las regiones al oeste del Volga eran generalmente bien cultivadas mientras que al este del río, se encuentran estepas que se prolongan en la gobernación de Astracán.
El escritor reformador Aleksandr Radíshchev (1749-1802) nació en la propiedad de su padre, rico dueño de la región de Sarátov.
Durante la invasión francesa de 1812, el gobernador llamó a los habitantes a no ahorrar en gastos para la «defensa del soberano, de la Patria, de todos y de cada uno». La población del gobierno, tanto el campesinado como la nobleza y los comerciantes, mostraron su patriotismo en forma de conscripción, a pesar de algunos casos de insumisión, y contribuyendo a las suscripciones con caballos, carros y equipo para los soldados. Este empujón prosiguió hasta 1813. Los prisioneros de guerra, alimenta a las cuotas de la ciudad, parecen bien acogidos.
En 1912, para el centenario de la batalla de Moscú, se elevó su estatus a ciudad por Alejandro I y por Kutúzov.
En mayo de 1918, al principio de la Guerra Civil Rusa, Sarátov y Samara fueron tomadas por los legionarios checoslovacos y los rusos blancos de Siberia. En 1919-1920, durante la batalla de Tsaritsyn, la gubernia fue disputada nuevamente entre los ejércitos Blanco de las Fuerzas Armadas del Sur de Rusia y el Rojo, que salió finalmente victorioso. 
La región del Volga fue una de las más afectadas por la hambruna de 1921-1922 y Sarátov se encontró en el corazón de la zona afectada.

## Población
Según el censo de 1897, la gobernación contaba 2 405 829 habitantes, de los cuales 76,7 % eran rusos, 6,9 % alemanes, 6,2 % ucranianos, 5,1 % mordvinos y 3,9 % tártaros.